# Nicolás Castillo
Pour les articles homonymes, voir Castillo.
Nicolás Castillo, né le 14 février 1993 à Santiago au Chili, est un footballeur international chilien. Il évolue au poste d'attaquant au sein du Club Necaxa.

## Biographie

### Carrière en club

#### Les débuts au Chili
En 2012, il atteint avec l'Universidad Católica les demi-finales de la Copa Sudamericana, en étant éliminé par le club brésilien du São Paulo FC.
À la suite de ses bonnes performances avec le club chilien d'Universidad Católica et durant le mondial U20, il attise l'intérêt de nombreux clubs européens comme Manchester United, le Borussia Dortmund, l'Inter Milan, la Juventus ou encore l'Udinese.

#### FC Bruges
Durant le mercato hivernal de la saison 2013-2014, il est sur le point de signer à Hanovre. Mais le transfert n'aboutira pas. Il sera finalement transféré au Club Bruges pour un montant avoisinant les 3 millions d'euros.
Avec Bruges, il est l'auteur d'un triplé en championnat, le 9 novembre 2014, lors de la réception du KVC Westerlo (victoire 5-0).

#### Retour au Chili
En 2016, Nicolás Castillo est de retour dans son club formateur, l'Universidad Católica. Il s'illustre alors en inscrivant de nombreux buts. Il est notamment l'auteur d'un triplé en janvier 2016, lors de la réception des Santiago Wanderers, puis d'un quadruplé en décembre 2016, lors d'un déplacement à Iquique.

#### Transfert au Mexique
En 2017, il est transféré au Mexique, en signant un contrat avec le club du Pumas UNAM.
Il se met de nouveau en évidence en marquant beaucoup de buts. Le 15 avril 2018, il est l'auteur d'un triplé en championnat, à l'occasion de la réception du Puebla FC.

#### Benfica Lisbonne
Nicolás Castillo s'engage ensuite avec le Benfica Lisbonne le 4 juin 2018. Son contrat se terminera en juin 2023. 
Avec le Benfica, il joue peu mais découvre la prestigieuse Ligue des champions européenne. Il joue à cet effet une rencontre de phase de poule face à l'AEK Athènes, remportée 1-0 par le club lisboète.

### Carrière en sélection
En 2013, Nicolás Castillo participe à la Coupe du monde des moins de 20 ans organisée en Turquie. Il se met alors en évidence en inscrivant quatre buts en quatre matchs. Le Chili s'incline en quart de finale face au Ghana.
Il reçoit sa première sélection en équipe du Chili le 23 mars 2013, contre le Pérou. Ce match perdu 1-0 rentre dans le cadre des éliminatoires du mondial 2014. 
Il doit ensuite attendre trois ans avant de renouer avec la sélection. Il inscrit son premier but avec le Chili le 28 mai 2016, en amical contre la Jamaïque (victoire 1-0). Il participe dans la foulée à la Copa América Centenario en juin 2016, compétition organisée pour la toute première fois aux États-Unis. Il réussit son tir au but en finale face à l'Argentine après un score nul et vierge. Le Chili remporte le trophée.
En 2018-2019, il inscrit trois buts lors de matchs amicaux, contre le Mexique et le Honduras. En 2019, il dispute sa deuxième Copa América, organisée au Brésil. Il joue trois matchs lors de ce tournoi, qui voit le Chili prendre la quatrième place.

## Style de jeu
Attaquant de pointe aussi bien capable de jouer en pivot, dos au but, que de partir dans le dos de la défense, en profondeur, il fait preuve d'une belle activité sur le front de l'attaque. Il a une frappe de balle très sèche, c'est redoutable finisseur aussi bien dans les 16 mètres adverses qu'aux 20-25 mètres. Sa belle frappe de balle s'exprime aussi dans la qualité de ses coups francs, qu'il tire toujours directement. C'est un grand talent en devenir pour le football chilien.

## Statistiques
| Saison                | Club                     | Championnat           | Championnat | Championnat | Coupe(s) nationale(s) | Coupe(s) nationale(s) | Compétition(s) continentale(s) | Compétition(s) continentale(s) | Compétition(s) continentale(s) | Play-offs | Play-offs | Total | Total |
| Saison                | Club                     | Division              | M.          | B.          | M.                    | B.                    | Comp.                          | M.                             | B.                             | M.        | B.        | M.    | B.    |
| 2010                  | Universidad Católica     | 1                     | -           | -           | 2                     | 1                     | -                              | -                              | -                              | -         | -         | 2     | 1     |
| 2011                  | Universidad Católica     | 1                     | 2           | 0           | 5                     | 2                     | -                              | -                              | -                              | 1         | 0         | 8     | 2     |
| 2012                  | Universidad Católica     | 1                     | 19          | 8           | 3                     | 2                     | CL+CS                          | 2+6                            | 0+2                            | 2         | 0         | 32    | 12    |
| 2013                  | Universidad Católica     | 1                     | 11          | 3           | -                     | -                     | -                              | -                              | -                              | 1         | 0         | 12    | 3     |
| 2013-2014             | Universidad Católica     | 1                     | 15          | 6           | 4                     | 2                     | CS                             | 6                              | 3                              | 2         | 0         | 27    | 11    |
| Sous-total            | Sous-total               | Sous-total            | 47          | 17          | 14                    | 7                     | -                              | 14                             | 5                              | 6         | 0         | 81    | 29    |
| 2013-2014             | FC Bruges                | 1                     | 12          | 2           | -                     | -                     | -                              | -                              | -                              | -         | -         | 12    | 2     |
| 2014-2015             | FC Bruges                | 1                     | 18          | 8           | 3                     | 1                     | C3                             | 6                              | 2                              | -         | -         | 27    | 11    |
| Sous-total            | Sous-total               | Sous-total            | 30          | 10          | 3                     | 1                     | -                              | 6                              | 2                              | -         | -         | 39    | 13    |
| 2015                  | 1. FSV Mayence 05 (prêt) | 1                     | 1           | 0           | -                     | -                     | -                              | -                              | -                              | -         | -         | 1     | 0     |
| 2015-2016             | Frosinone Calcio (prêt)  | 1                     | 6           | 0           | -                     | -                     | -                              | -                              | -                              | -         | -         | 6     | 0     |
| Total sur la carrière | Total sur la carrière    | Total sur la carrière | 84          | 27          | 17                    | 8                     | -                              | 20                             | 7                              | 6         | 0         | 127   | 42    |

## Palmarès

### Universidad Catolica
- Championnat du Chili (2)
  - Champion : 2016 (Clausura) et 2016 (Apertura)
- Coupe du Chili (1)
  - Vainqueur : 2011
- Supercoupe du Chili (1)
  - Vainqueur : 2016

### Benfica Lisbonne
- Championnat du Portugal (1)
  - Champion : 2019

### Club América
- Coupe du Mexique (1)
  - Vainqueur : 2019 (Clausura)

### Chili
- Copa América (1)
  - Vainqueur : 2016

## Distinctions personnelles
- Universidad Catolica :
  - Élu meilleur jeune joueur de la Copa Sudamericana
  - Membre de l'équipe idéale du Campeonato Sudamericano
  - Élu joueur du match Chili - Angleterre : Mondial U20 en 2013
  - Élu joueur du match Chili - Croatie : Mondial U20 en 2013
  - Élu joueur du match Chili - Ghana : Mondial U20 en 2013